# Koninklijke Voetbalclub Oostende 2015-2016
Questa voce raccoglie le informazioni riguardanti il Koninklijke Voetbalclub Oostende nelle competizioni ufficiali della stagione 2015-2016.

## Stagione
Nella stagione 2015-2016 l'Ostenda ha disputato la Pro League, massima serie del campionato belga di calcio, terminando la stagione regolare al quarto posto con 49 punti conquistati in 30 giornate, frutto di 14 vittorie, 7 pareggi e 9 sconfitte. Grazie a questo piazzamento è stato ammesso alla seconda fase valevole per decretare il vincitore del campionato, terminando questo girone al quinto posto con 36 punti conquistati in 10 giornate, frutto di 3 vittorie, 2 pareggi e 5 sconfitte più i 25 punti di bonus derivanti dal piazzamento nella stagione regolare. Nella Coppa del Belgio l'Ostenda è sceso in campo dai sedicesimi di finale dove è stato subito eliminato dall'Anversa.

## Rosa
| N. |                           | Ruolo | Calciatore          |
| -- | ------------------------- | ----- | ------------------- |
| 1  | Gabon (bandiera)          | P     | Didier Ovono        |
| 2  | Francia (bandiera)        | D     | Xavier Luissint     |
| 3  | Belgio (bandiera)         | D     | Niels De Schutter   |
| 4  | Francia (bandiera)        | D     | Fabien Antunes      |
| 5  | Belgio (bandiera)         | D     | Jordan Lukaku       |
| 6  | Francia (bandiera)        | D     | Baptiste Schmisser  |
| 7  | Camerun (bandiera)        | A     | Sébastien Siani     |
| 8  | Belgio (bandiera)         | A     | Yassine El Ghanassy |
| 9  | Costa d'Avorio (bandiera) | A     | Gohi Bi Cyriac      |
| 10 | Francia (bandiera)        | C     | Franck Berrier      |
| 11 | Zimbabwe (bandiera)       | A     | Knowledge Musona    |
| 13 | Francia (bandiera)        | D     | Frédéric Brillant   |
| 14 | Rep. Ceca (bandiera)      | D     | David Rozehnal      |
| 15 | Sudafrica (bandiera)      | C     | Andile Jali         |
| 16 | Senegal (bandiera)        | A     | Elimane Coulibaly   |
| 17 | Nigeria (bandiera)        | A     | Joseph Akpala       |

| N. |                      | Ruolo | Calciatore            |
| -- | -------------------- | ----- | --------------------- |
| 19 | Danimarca (bandiera) | A     | Nicklas Pedersen      |
| 20 | Belgio (bandiera)    | A     | Michiel Jonckheere    |
| 21 | Croazia (bandiera)   | A     | Ante Blažević         |
| 22 | Belgio (bandiera)    | D     | Sébastien Locigno     |
| 24 | Belgio (bandiera)    | A     | Mathieu Cornet        |
| 25 | Belgio (bandiera)    | P     | Wouter Biebauw        |
| 26 | Francia (bandiera)   | C     | Kevin Vandendriessche |
| 27 | Belgio (bandiera)    | D     | Brecht Capon          |
| 30 | Nigeria (bandiera)   | C     | Saviour Godwin        |
| 31 | Belgio (bandiera)    | A     | Bjorn Ruytinx         |
| 31 | Belgio (bandiera)    | D     | Bruno Godeau          |
| 33 | Francia (bandiera)   | P     | Jean Chopin           |
| 44 | Croazia (bandiera)   | D     | Antonio Milić         |
| 55 | Brasile (bandiera)   | C     | Fernando Canesin      |
| 90 | Belgio (bandiera)    | C     | Yannick Loemba        |

## Statistiche

### Statistiche di squadra
| Competizione        | Punti | In casa | In casa | In casa | In casa | In casa | In casa | In trasferta | In trasferta | In trasferta | In trasferta | In trasferta | In trasferta | Totale | Totale | Totale | Totale | Totale | Totale | DR  |
| Competizione        | Punti | G       | V       | N       | P       | Gf      | Gs      | G            | V            | N            | P            | Gf           | Gs           | G      | V      | N      | P      | Gf     | Gs     | DR  |
| ------------------- | ----- | ------- | ------- | ------- | ------- | ------- | ------- | ------------ | ------------ | ------------ | ------------ | ------------ | ------------ | ------ | ------ | ------ | ------ | ------ | ------ | --- |
| Pro League          | 49    | 15      | 10      | 2       | 3       | 35      | 21      | 15           | 4            | 5            | 6            | 20           | 23           | 30     | 14     | 7      | 9      | 55     | 44     | +11 |
| Pro League play-off | 36    | 5       | 2       | 1       | 2       | 9       | 8       | 5            | 1            | 1            | 3            | 5            | 11           | 10     | 3      | 2      | 5      | 14     | 19     | -5  |
| Coppa del Belgio    | -     | 1       | 0       | 0       | 1       | 0       | 2       | -            | -            | -            | -            | -            | -            | 1      | 0      | 0      | 1      | 0      | 2      | -2  |
| Totale              | -     | 21      | 12      | 3       | 6       | 44      | 31      | 20           | 5            | 6            | 9            | 25           | 34           | 41     | 17     | 9      | 16     | 69     | 65     | +4  |